# Meteoritics & Planetary Science
Meteoritics & Planetary Science (« Science des météorites et des planètes ») est une revue scientifique mensuelle évaluée par les pairs qui a été créée en 1953 sous le titre Meteoritics. Elle a été publiée par Wiley-Blackwell au nom de la Meteoritical Society. Depuis le 1er janvier 2003, le rédacteur en chef est A.J. Timothy Jull (Arizona Accelerator Mass Spectrometry Laboratory). L'objectif général de la revue est la planétologie.

## Histoire
La revue est créée en 1953 pour succéder aux Notes and Contributions (« Notes et contributions »), publiées par la Meteoritical Society dans le magazine Popular Astronomy de 1933 à 1951. Initialement intitulée Meteoritics, la revue devient Meteoritics and Planetary Science avec le numéro de janvier 1996.

## Sujets traités
Les thématiques abordées englobent les planètes, les satellites naturels, le nuage zodiacal, le milieu interstellaire, les échantillons de roche lunaire, les météores, les météorites, les astéroïdes, les comètes, les cratères et les tectites, et proviennent de plusieurs domaines, tels que l'astronomie, l'astrophysique, la physique, la géophysique, la chimie, l'isotope géochimie, la minéralogie, les Sciences de la Terre, la géologie ou la biologie.
La revue publie des articles de recherche originaux, des éditoriaux et des critiques de livres.

## Résumé et indexation
Meteoritics & Planetary Science est indexé et résumé dans :
- Contenu actuel / Sciences physiques, chimiques et de la Terre
- GEOBASE / Résumés géographiques et géologiques
- Meteorological & Geoastrophysical Abstracts
- Science Citation Index
- Scopus

Selon le Journal Citation Reports, en 2019, la revue a un facteur d'impact de 2,863, la classant 37e sur 85 revues dans la catégorie "Geochemistry & Geophysics".